# جيمس فيلديني
جيمس فيلديني (بالإنجليزية: James Feldeine)‏ مواليد 26 فبراير 1987 في نيويورك، هو لاعب كرة سلة أمريكي. بدأ مسيرته الاحترافية في سنة 2010. يحمل الرقم 12. يبلغ طوله 6 قدم 4 بوصة (1.9 م).

## المسيرة الاحترافية
لعب مع نادي بريوغان لكرة السلة في الدوري الإسباني من سنة 2010 إلى 2012، ثم لعب مع بالونكيستو فوينلابرادا من سنة 2012 إلى 2014، ثم لعب مع بالاكانسترو كانتو في الدوري الإيطالي في موسم 2014–2015، ثم لعب مع نادي باناثينايكوس لكرة السلة في سنة 2015.

## سجل المنافسة
شارك في المنافسات التالية:
- كأس العالم لكرة السلة 2014
- بطولة أمم الأمريكتين لكرة السلة 2013

## إحصائيات المسيرة

### الدوري الأوروبي
| السنة                                | الفريق                       | لعب | بدأ | دقيقة | ميداني% | ثلاثية | حرة  | ارتداد | صنع | استلاب | تصدي | نقطة | أداء |
| ------------------------------------ | ---------------------------- | --- | --- | ----- | ------- | ------ | ---- | ------ | --- | ------ | ---- | ---- | ---- |
| الدوري الأوروبي لكرة السلة 2015-2016 | نادي باناثينايكوس لكرة السلة | 26  | 19  | 26.1  | .367    | .314   | .756 | 2.2    | 2.1 | .9     | .2   | 8.4  | 6.4  |
| المسيرة                              |                              | 26  | 19  | 26.1  | .367    | .314   | .756 | 2.2    | 2.1 | .9     | .2   | 8.4  | 6.4  |

## روابط خارجية
- جيمس فيلديني على موقع الاتحاد الدولي لكرة السلة (الإنجليزية)
- جيمس فيلديني على موقع الدوري الأوروبي لكرة السلة (الإنجليزية)
- جيمس فيلديني على موقع الدوري الإسباني لكرة السلة (الإسبانية)
- جيمس فيلديني على موقع كرة السلة الأوروبية.كوم (الإنجليزية)
- جيمس فيلديني على موقع DraftExpress.com (الإنجليزية)
- جيمس فيلديني على موقع كلية كرة السلة في سبورتس رفرنس.كوم (الإنجليزية)
- جيمس فيلديني على موقع ريلجم (الإنجليزية)
- جيمس فيلديني على موقع بروبوليرز (الإنجليزية)
- جيمس فيلديني على موقع سبورتس رفرنس (الإنجليزية)